# Vaux-et-Chantegrue
Vaux-et-Chantegrue és un municipi francès situat al departament del Doubs i a la regió de Borgonya - Franc Comtat. L'any 2007 tenia 557 habitants.

## Demografia

### Població
El 2007 la població de fet de Vaux-et-Chantegrue era de 557 persones. Hi havia 210 famílies de les quals 48 eren unipersonals (28 homes vivint sols i 20 dones vivint soles), 55 parelles sense fills, 87 parelles amb fills i 20 famílies monoparentals amb fills.
La població ha evolucionat segons el següent gràfic:
Habitants censats

### Habitatges
El 2007 hi havia 294 habitatges, 214 eren l'habitatge principal de la família, 65 eren segones residències i 15 estaven desocupats. 188 eren cases i 106 eren apartaments. Dels 214 habitatges principals, 150 estaven ocupats pels seus propietaris, 60 estaven llogats i ocupats pels llogaters i 3 estaven cedits a títol gratuït; 3 tenien una cambra, 10 en tenien dues, 34 en tenien tres, 54 en tenien quatre i 113 en tenien cinc o més. 193 habitatges disposaven pel capbaix d'una plaça de pàrquing. A 77 habitatges hi havia un automòbil i a 124 n'hi havia dos o més.

### Piràmide de població
La piràmide de població per edats i sexe el 2009 era:
| Homes | Edats   | Dones |
| ----- | ------- | ----- |
| 0     | 95 o +  | 0     |
| 0     | 90 a 94 | 0     |
| 8     | 85 a 89 | 4     |
| 4     | 80 a 84 | 4     |
| 8     | 75 a 79 | 16    |
| 12    | 70 a 74 | 16    |
| 8     | 65 a 69 | 0     |
| 4     | 60 a 64 | 4     |
| 8     | 55 a 59 | 8     |
| 28    | 50 a 54 | 8     |
| 28    | 45 a 49 | 8     |
| 20    | 40 a 44 | 24    |
| 20    | 35 a 39 | 8     |
| 20    | 30 a 34 | 36    |
| 4     | 25 a 29 | 16    |
| 20    | 20 a 24 | 4     |
| 12    | 15 a 19 | 20    |
| 4     | 10 a 14 | 24    |
| 16    | 5 a 9   | 12    |
| 24    | 0 a 4   | 16    |

## Economia
El 2007 la població en edat de treballar era de 357 persones, 271 eren actives i 86 eren inactives. De les 271 persones actives 252 estaven ocupades (148 homes i 104 dones) i 19 estaven aturades (6 homes i 13 dones). De les 86 persones inactives 20 estaven jubilades, 35 estaven estudiant i 31 estaven classificades com a «altres inactius».

### Ingressos
El 2009 a Vaux-et-Chantegrue hi havia 218 unitats fiscals que integraven 568,5 persones, la mediana anual d'ingressos fiscals per persona era de 20.870 €.

### Activitats econòmiques
Dels 17 establiments que hi havia el 2007, 3 eren d'empreses de fabricació d'altres productes industrials, 5 d'empreses de construcció, 2 d'empreses de comerç i reparació d'automòbils, 1 d'una empresa de transport, 2 d'empreses d'hostatgeria i restauració, 1 d'una empresa de serveis i 3 d'entitats de l'administració pública.
Dels 5 establiments de servei als particulars que hi havia el 2009, 2 eren paletes, 1 guixaire pintor, 1 fusteria i 1 empresa de construcció.
L'únic establiment comercial que hi havia el 2009 era una botiga de menys de 120 m².
L'any 2000 a Vaux-et-Chantegrue hi havia 8 explotacions agrícoles.

## Equipaments sanitaris i escolars
El 2009 hi havia una escola elemental.

## Poblacions més properes
El següent diagrama mostra les poblacions més properes.